# Holzgauer Wetterspitze
Die Holzgauer Wetterspitze (auch Lechtaler Wetterspitze) ist ein Berg bei Kaisers in den Lechtaler Alpen im österreichischen Bundesland Tirol. Der markante Felsturm, der bis zu 500 m senkrecht abfällt, ist mit 2895 m ü. A. der sechsthöchste Gipfel der Lechtaler Alpen.

## Lage
Der Berg liegt östlich oberhalb der Frederick-Simms-Hütte am Talschluss des Sulzeltals, 7 Kilometer Luftlinie südlich von Holzgau im Lechtal und fünf Kilometer östlich von Kaisers. Benachbarte Gipfel sind im Norden, getrennt durch die Schafscharte der Etlerkopf (2.693 m), im Südosten die Fallenbacherspitze (2.723 m) und im Süden die Feuerspitze mit 2.852 Metern Höhe.

## Gestein
Die Holzgauer Wetterspitze besteht aus hartem Oberrhät-Kalkstein aus der mesozoischen Periode Oberer Trias.

## Stützpunkt und leichteste Besteigung
- Die leichteste Route (Normalweg) auf den Gipfel führt von der Frederick-Simms-Hütte auf 2.002 Metern südlich über das Fallenbacherjoch (2.753 m) über den Südgrat in 2½ Stunden auf den Gipfel. Die letzten 80 Höhenmeter erfordern leichte Kletterei im Bereich UIAA I, im Gipfelbereich allerdings ausgesetzt und eine Stelle ist mit einer Drahtseilversicherung versehen. Trittsicherheit und Schwindelfreiheit sind erforderlich.
- Der Gipfel ist außerdem von Kaisers (1.518 m) aus in 5 Stunden durch das Kaisertal ebenfalls über das Fallenbacherjoch zu erreichen.

## Aussicht
Diese kann bei sehr guter Sicht bis zum 205 km entfernten Hochkönig im Osten, weiter zu den Zillertaler, Stubaier und Ötztaler Alpen, zum Ortlergebiet, zum Pizzo Tambo im Südwesten, und rechts von diesem zu einigen, weit über 200 km entfernten Gipfeln der Walliser Alpen (Nadelhorn, Hohberghorn) reichen. Im Westen kann man große Teile der Glarner und Urner Alpen bis zum 145 km entfernten Uri Rotstock erblicken, und im Westnordwesten etliche Gipfel (Belchen, Feldberg, Kandel) des etwas 200 km entfernten Schwarzwaldes.